# كيث سبورجون
كيث سبورجون (بالإنجليزية: Keith Spurgeon)‏ (1933-1990) هو لاعب ومدرب كرة قدم إنجليزي سابق.

## مسيرته لاعبا
لعب سبورجون في دوري كرة القدم في إنجلترا لصالح نادي مارغيت وليتونستون وفولكستون تاون وهيرني باي وسنوداون كوليري ويلفار.

## مسيرته مدربا
درب سبورجون نادي أياكس أمستردام الهولندي من عام 1961 إلى عام 1962، كما درب نادي هيراكليس ألميلو من عام 1963 إلى عام 1964، ونادي بلو-ويت أمستردام ونادي أغوف أبيلدورن وفي وقت لاحق درب منتخب ليبيا لكرة القدم، ودرب أيضا نادي دالاس تورنادو في دوري أمريكا الشمالية لكرة القدم، ونادي كيه في ميخيلين البلجيكي، ودرب أيضا نادي أيك سولنا السويدي، ونادي أبويل القبرصي، ونادي لاندسكرونا السويدي.

## وصلات خارجية
- كيث سبورجون على موقع عالم كرة القدم.نت (الإنجليزية)

- الملف الشخصي